# Observatorio de Gaocheng
El observatorio astronómico de Gaocheng, también conocido como observatorio de Dengfeng, es un monumento histórico Patrimonio de la Humanidad en el santuario del duque Zhou Gong, ciudad de Gaocheng, cerca de Dengfeng en la provincia de Henan, China. El lugar tiene una gran tradición de observaciones astronómicas ya desde la época del Zhou Occidental y hasta los inicios de la dinastía Yuan. Hoy en día se pueden observar el gnomon usado para el calendario Da Yan en 729 d. C. y el gran observatorio de la dinastía Yuan.

## Zhou Occidental
Se cree que el duque de Zhou habría erigido un Ceyingtai (observatorio que mide la sombra o gnomon) para observar el sol. Su interés en las matemáticas y la astronomía/astrología es mencionado en el Chou Pei Suan Ching.

## Dinastía Tang
El astrónomo Yi Xing de la dinastía Tang construyó 20 gnomons estandarizados por toda China para medir la ecuación de tiempo dependiente de la ubicación geográfica. Tras seguir una proposición de Liu Zhuo en 604 d. C., 10 de estos gnomons fueron alineados a lo largo del meridiano 114° este de Greenwich, desde Asia Central en dirección sur hasta Vietnam, para determinar la circunferencia de la Tierra y las desviaciones de una esfera perfecta. Uno de estos 10 observatorios fue colocado en Gaocheng. Los observatorios se usaron para establecer el calendario Da Yan.
Al sur del observatorio, en el templo dedicado a Zhou Gong, se puede encontrar un gráfico del shigui hecho por Yi Xing. Según el Zhou Li (Ritos de Zhou) este lugar es el centro de la Tierra.

## Dinastía Yuan
El gran observatorio fue construido en 1276, al poco de comenzar la dinastía Yuan, según las órdenes de Kublai Kan y fue usado por Guo Shoujing y Wang Xun (1235-1281) para observar el movimiento del sol, las estrellas y medir el tiempo.
Se construyó con piedra y ladrillos y dándole forma aproximadamente piramidal. Tiene dos partes: el cuerpo y el shigui (también llamado la regla que mide el cielo). Mide 9,46 m de alto por sí solo, y 12,62 m si se incluyen los dos habitáculos de la cima. Este gnomon tan poco convencional consiste en una barra montada horizontalmente entre las dos habitaciones. El shigui, que se extiende hacia el norte, mide 31,19 m de largo y 0,53 m de ancho y está hecho de piedra y de 36 piezas cuadradas de pizarra con dos canales paralelos encima que se llenaban de agua para medir su nivelado. La ubicación del shigui coincide con la dirección que usamos hoy en día para indicar el meridiano. Durante las mediciones se colocaba una barra en el hueco entre las habitaciones a través de unas ranuras y la sombra que proyectaba el jingfu (instrumento con muchos agujeros cuyo nombre se traduce como definidor de sombras) en los canales se usaba para medir su posición con una precisión que no se desviaba más de dos milímetros.  En el solsticio de invierno la longitud de la sombra a mediodía es casi tan larga como el shigui.
Las extremadamente precisas observaciones se utilizaron para crear el nuevo calendario Shoushi (calendario que otorga las estaciones) en 1281, que se mantuvo en uso durante 364 años. Se determinó que la longitud del año tropical era de 365 d 5 h 49 m 20 s, un valor que prácticamente coincide con el valor del calendario gregoriano pero obtenido 300 años antes y que apenas difiere 26 segundos de las mediciones modernas.
Laplace aplicó en 1787 estas mediciones para comprobar sus cálculos sobre los cambios a lo largo de los siglos en la oblicuidad de la eclíptica y en la excentricidad de la órbita de la Tierra.
Es el primero de una serie de 27 observatorios construidos a comienzos de la dinastía Yuan y el observatorio más antiguo aún en pie en toda China.